# Garlino-Racibory
Garlino-Racibory is een dorp in de Poolse woiwodschap Mazovië. De plaats maakt deel uit van de gemeente Szydłowo.